# Kvikkjokk
Kvikkjokk (Pronuncia svedese: [ˈkvɪkːjɔk]) è un piccolo villaggio situato nel Comune di Jokkmokk, Contea di Norrbotten, Svezia. Si trova a 120 km nordovest da Jokkmokk. Diversi sentieri escursionistici iniziano a Kvikkjokk. Il Kungsleden passa nel villaggio ed è un punto di partenza popolare tra gli escursionisti che vanno al parco nazionale di Sarek.

## Clima
Kvikkjokk ha un clima subartico (Köppen). È uno dei climi più continentali dei paesi nordici, con massime estive medie di 20 °C e minime invernali medie di -20 °C. Le aree a nord vicine al confine norvegese hanno una maggiore moderazione marittima con inverni più miti e estati un po' più fresche. Kvikkjokk invece ricorda abbastanza Kiruna, la più grande città della Lapponia svedese per quanto riguarda il clima, solo con sbalzi di temperatura più ampi. Di seguito i dati climatici dal 2002 al 2018, con temperature max/min assolute dal 1901:
| Mese                  | Mesi  | Mesi  | Mesi  | Mesi  | Mesi  | Mesi | Mesi | Mesi | Mesi  | Mesi  | Mesi  | Mesi  | Stagioni | Stagioni | Stagioni | Stagioni | Anno  |
| Mese                  | Gen   | Feb   | Mar   | Apr   | Mag   | Giu  | Lug  | Ago  | Set   | Ott   | Nov   | Dic   | Inv      | Pri      | Est      | Aut      | Anno  |
| --------------------- | ----- | ----- | ----- | ----- | ----- | ---- | ---- | ---- | ----- | ----- | ----- | ----- | -------- | -------- | -------- | -------- | ----- |
| T. max. media (°C)    | −10,3 | −7,4  | −1,2  | 5,0   | 10,9  | 16,2 | 20,1 | 17,5 | 11,6  | 3,8   | −3,4  | −6,4  | −8,0     | 4,9      | 17,9     | 4,0      | 4,7   |
| T. media (°C)         | −15,2 | −12,7 | −7,2  | −0,3  | 5,4   | 10,7 | 14,4 | 12,0 | 7,2   | 0,2   | −7,1  | −11,3 | −13,1    | −0,7     | 12,4     | 0,1      | −0,3  |
| T. min. media (°C)    | −20,1 | −18,0 | −13,1 | −5,6  | −0,2  | 5,1  | 8,7  | 6,5  | 2,7   | −3,4  | −10,7 | −16,1 | −18,1    | −6,3     | 6,8      | −3,8     | −5,3  |
| T. max. assoluta (°C) | 9,0   | 9,0   | 12,0  | 17,4  | 27,2  | 30,6 | 32,5 | 29,1 | 24,2  | 16,0  | 12,8  | 9,5   | 9,5      | 27,2     | 32,5     | 24,2     | 32,5  |
| T. min. assoluta (°C) | −43,6 | −42,5 | −39,0 | −30,0 | −19,0 | −6,6 | −3,0 | −4,5 | −10,5 | −25,6 | −35,7 | −40,4 | −43,6    | −39,0    | −6,6     | −35,7    | −43,6 |
| Precipitazioni (mm)   | 42,2  | 33,5  | 23,8  | 23,9  | 42,0  | 54,5 | 94,3 | 72,7 | 58,7  | 40,5  | 43,7  | 48,2  | 123,9    | 89,7     | 221,5    | 142,9    | 578,0 |

## Galleria d'immagini

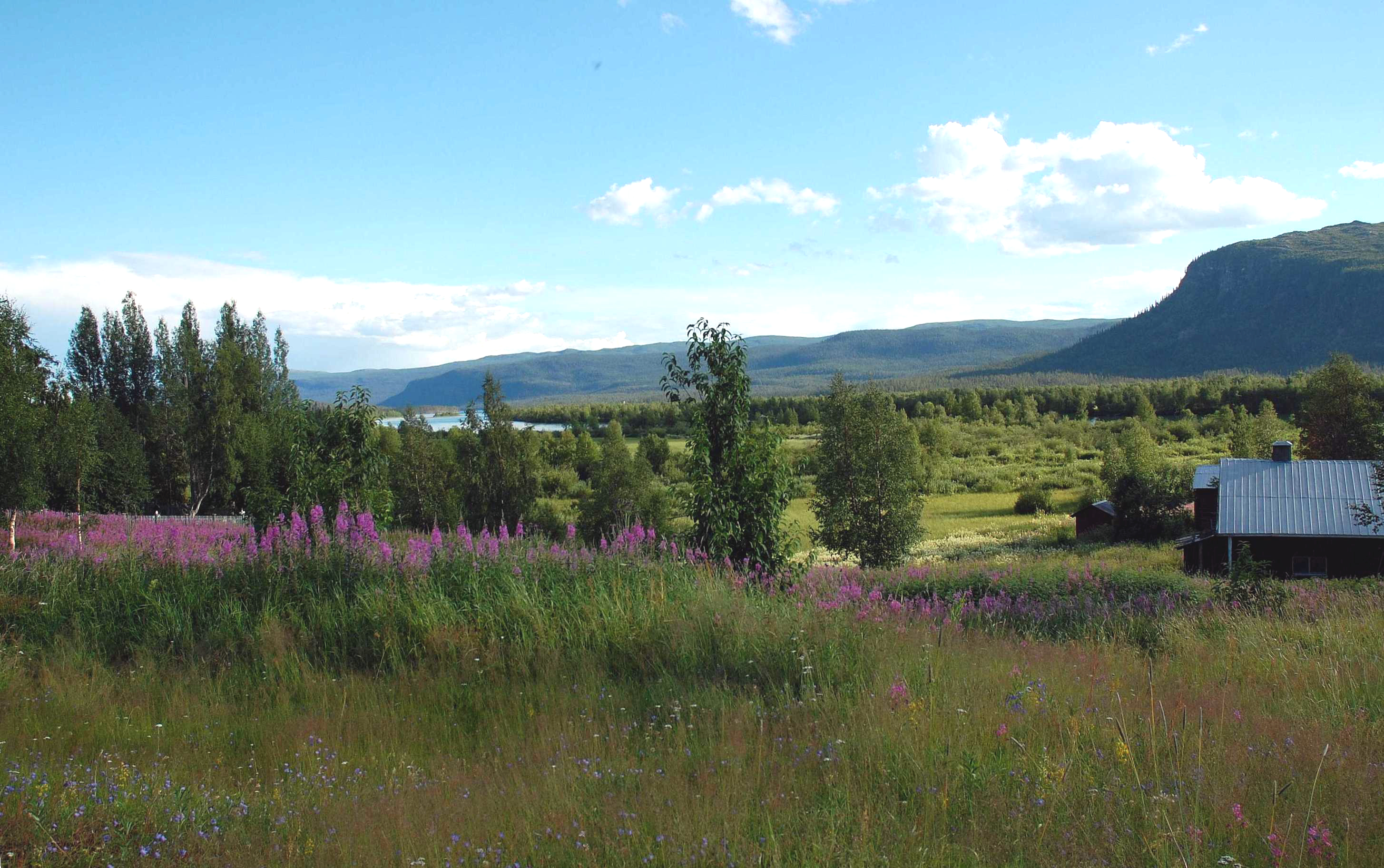
Vista da Kvikkjokk
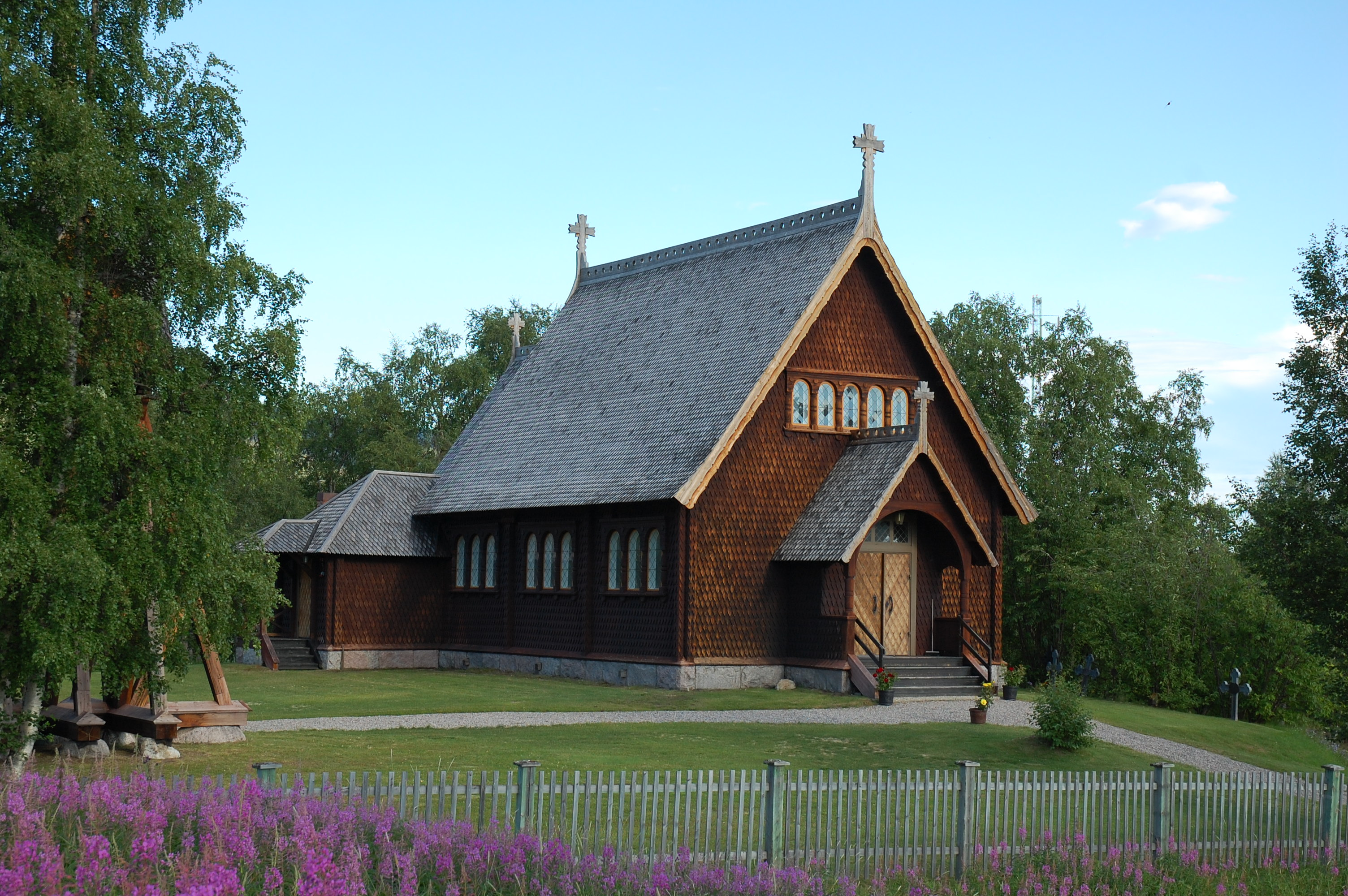
Chiesa di Kvikkjokk